# Râul Pinul
Râul Pinul este un afluent al râului Neagra Șarului. 